# Станіслаус Коберський
Станіслаус Коберський (нім. Stanislaus Kobierski, 15 листопада 1910, Дюссельдорф — 18 листопада 1972, там само) — німецький футболіст, що грав на позиції нападника за клуб «Фортуна» (Дюссельдорф), а також національну збірну Німеччини.
Чемпіон Німеччини. 

## Клубна кар'єра
У футболі дебютував 1931 року виступами за команду «Фортуна» (Дюссельдорф), кольори якої і захищав протягом усієї своєї кар'єри гравця, що тривала цілих двадцять років. За цей час виборов титул чемпіона Німеччини.

## Виступи за збірну
1931 року дебютував в офіційних матчах у складі національної збірної Німеччини. Протягом кар'єри у національній команді, яка тривала 11 років, провів у її формі 26 матчів, забивши 9 голів.
У складі збірної був учасником чемпіонату світу 1934 року в Італії, де зіграв з Бельгією (5-2), зі Швецією (2-1), з Чехословаччиною (1-3), а в переможному матчі за третє місце з Австрією (3-2) не полі не з'явився.
Помер 18 листопада 1972 року на 63-му році життя у місті Дюссельдорф.

## Титули і досягнення
- Чемпіон Німеччини (1):

«Фортуна» (Дюссельдорф): 1933
- Бронзовий призер чемпіонату світу: 1934